# Atylosia trichodon
Atylosia trichodon là một loài thực vật có hoa trong họ Đậu. Loài này được Dunn mô tả khoa học đầu tiên.